# Siegfall

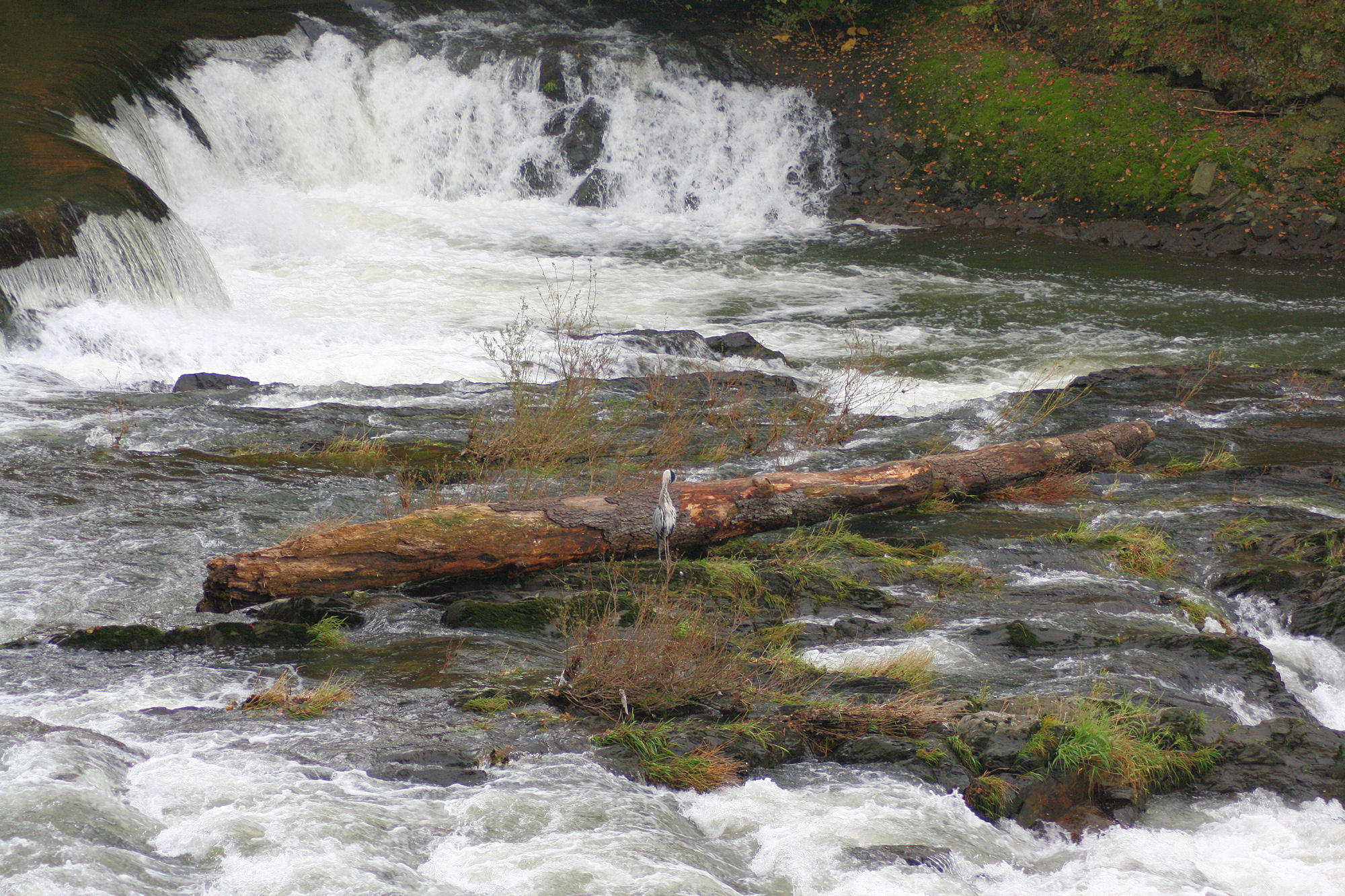
Ein Graureiher am Siegfall.

Der Siegfall ist ein künstlich entstandener Wasserfall der Sieg im Ort Schladern in der nordrhein-westfälischen Gemeinde Windeck. Auf einer Breite von 84 m und eine Strecke von rund 100 m baut der Fluss ca. 6 m Höhe ab.
Ursprünglich floss die Sieg ab dieser Stelle nordwestwärts durch eine 2,7 km lange Flussschleife, die auch direkt unterhalb der Burg Windeck entlang führte und vom Verlauf der Landesstraße 333 nachgezeichnet wird. 
Beim Bau der Deutz-Gießener Eisenbahn wurde die Sieg zwischen 1857 und 1859 an mehreren Stellen begradigt. Dabei wurde auch diese Schleife durch einen künstlich geschaffenen Durchstoß abgeschnitten und fiel weitgehend trocken, was den Bau von Brücken ersparte. Die Bahnlinie quert die ehemalige Schleife über zwei Aufschüttungen. Die Sieg, von Südost kommend, fällt seitdem über ein Wehr an ihrem linken Ufer in südwestlicher Richtung über das felsige Bett des Durchstoßes und gelangt nach rund 200 Metern wieder in ihr natürliches Flussbett. Am Anfang der alten Schleife ist Höffers Teich entstanden, ein blinder Flussarm zwischen dem Wehr und dem Bahndamm.
Die Elmore’s Werke, spezialisiert auf Galvanisierung, errichteten ein Wasserkraftwerk zur Selbstversorgung mit elektrischer Energie und versorgten auch den Ort Schladern mit. 1995 wurde das Unternehmen an die Firma Kabelmetal (jetzt KM Europa Metal) verkauft. 2006 übernahm ein Investor die alten Fabrikhallen. Das Wasserkraftwerk ist noch immer in Betrieb.
2007 wurde im Siegfall ein Kanufahrer tödlich verletzt, als er kenterte und aus seinem Boot von einem Strudel unter Wasser gezogen wurde.